# Vibración inducida por vórtice

Simulación numérica de las vibraciones inducidas por vórtices debidas al flujo alrededor de un cilindro circular.

En dinámica de fluidos, las vibraciones inducidas por vórtices (VIV) son movimientos inducidos en cuerpos que interactúan con un  flujo de fluido externo, producidos por, o el movimiento que produce, irregularidades periódicas en este flujo.
Un ejemplo clásico es el VIV de un cilindro submarino. Cómo sucede esto se puede ver poniendo un cilindro en el agua (una piscina o incluso un cubo) y moviéndolo a través del agua en dirección perpendicular a su eje. Como los fluidos reales siempre presentan cierta viscosidad, el flujo alrededor del cilindro se verá frenado mientras esté en contacto con su superficie, formando la llamada capa límite. En algún momento, sin embargo, esa capa puede separarse del cuerpo debido a su excesiva curvatura. Se forma entonces un vórtice que modifica la distribución de presiones a lo largo de la superficie. Cuando el vórtice no se forma simétricamente alrededor del cuerpo (con respecto a su plano medio), se desarrollan diferentes sustentación|fuerzas de sustentación]] en cada lado del cuerpo, lo que provoca un movimiento transversal al flujo. Este movimiento cambia la naturaleza de la formación del vórtice de tal manera que conduce a una amplitud de movimiento limitada (diferente, de lo que se esperaría en un caso típico de resonancia). Este proceso se repite entonces hasta que el caudal cambia sustancialmente.
El VIV se manifiesta en muchas ramas diferentes de la ingeniería, desde cables hasta conjuntos de tubos de intercambiador de calor. También se tiene muy en cuenta en el diseño de estructuras oceánicas. Así pues, el estudio de la VIV forma parte de muchas disciplinas, incorporando la mecánica de fluidos, la mecánica estructural, las vibracioness, la dinámica de fluidos computacional (CFD), la acústica, la estadística y los materiales inteligentess.

## Motivación
Se producen en muchas situaciones de ingeniería, como puentes, chimeneas, líneas de transmisión, superficies de control de aeronaves, estructuras en alta mar, termopozos, motores, intercambiadores de calor, cables marinos, cables remolcados, tuberías verticales de perforación y producción en la producción de petróleo, cables de amarre, estructuras amarradas, estructuras atadas, cascos de boyas y pértigas, tuberías, tendido de cables, miembros de estructuras encamisadas y otras aplicaciones hidrodinámicas e hidroacústicas. El interés más reciente por los elementos cilíndricos largos en el agua se deriva del desarrollo de recursos de hidrocarburos a profundidades de 1000 m o más. Véase también y.
La vibración inducida por vórtice (VIV) es una fuente importante de daños por fatiga de los tubos ascendentes de perforación, exportación y producción de  exploración petrolífera en alta mar, incluida la elevación con catenaria de acero (SCR) y los tendones o amarres de plataforma de pata tensora (TLP). Estas esbeltas estructuras experimentan tanto el flujo de corriente como los movimientos superiores del buque, que dan lugar a los movimientos relativos flujo-estructura y causan VIVs.
Uno de los problemas clásicos de flujo abierto en mecánica de fluidos se refiere al flujo alrededor de un cilindro circular, o más generalmente, de un  cuerpo abovedado. Con un número de Reynolds muy bajo (basado en el diámetro del miembro circular), las líneas de corriente del flujo resultante son perfectamente simétricas, como se espera a partir de la teoría del potencial. Sin embargo, al aumentar el número de Reynolds el flujo se vuelve asimétrico y se produce la llamada calle de vórtices de Von Kármán. El movimiento del cilindro así generado debido al desprendimiento de vórtices puede aprovecharse para generar energía eléctrica.
El número de Strouhal relaciona la frecuencia de desprendimiento con la velocidad del flujo y una dimensión característica del cuerpo (diámetro en el caso de un cilindro). Se define como {\displaystyle St=f_{st}D/U} y recibe su nombre de Čeněk (Vincent) Strouhal (un científico checo).  En la ecuación fst es la frecuencia de desprendimiento de vórtices (o frecuencia de Strouhal) de un cuerpo en reposo, D es el diámetro del cilindro circular y U es la velocidad del flujo ambiente.

### Rango de enclavamiento
El número de Strouhal para un cilindro es 0,2 en una amplia gama de velocidades de flujo. El fenómeno de bloqueo se produce cuando la frecuencia de desprendimiento del vórtice se aproxima a una frecuencia fundamental natural de vibración de una estructura. Cuando esto ocurre, pueden producirse vibraciones grandes y dañinas.

## Estado actual de la técnica
Durante la última década se ha avanzado mucho, tanto numérica como experimentalmente, hacia la comprensión de la cinemática (dinámica) de la VIV, aunque en el régimen de bajo número de Reynolds. La razón fundamental es que la VIV no es una pequeña perturbación superpuesta a un movimiento medio estable. Es un fenómeno intrínsecamente no lineal, autogobernado o autorregulado, de múltiples grados de libertad. Presenta características de flujo inestable que se manifiestan por la existencia de dos capas de cizallamiento inestable y estructuras a gran escala.
Hay mucho que se sabe y se comprende y mucho que permanece en el ámbito empírico/descriptivo del conocimiento: ¿cuál es la frecuencia de respuesta dominante, el rango de velocidad normalizada, la variación del ángulo de fase (por el que la fuerza adelanta al desplazamiento), y la amplitud de respuesta en el rango de sincronización en función de los parámetros de control e influencia? Las aplicaciones industriales ponen de manifiesto nuestra incapacidad para predecir la respuesta dinámica de las interacciones fluido-estructura. Siguen requiriendo la introducción de los componentes en fase y fuera de fase de los coeficientes de sustentación (o la fuerza transversal), los coeficientes de arrastre en línea, las longitudes de correlación, los coeficientes de amortiguación, la rugosidad relativa, el cizallamiento, las olas y las corrientes, entre otros parámetros gobernantes y de influencia, por lo que también requieren la introducción de factores de seguridad relativamente grandes. Los estudios fundamentales, así como los experimentos a gran escala (cuando estos resultados se difundan en la literatura abierta) proporcionarán la comprensión necesaria para la cuantificación de las relaciones entre la respuesta de una estructura y los parámetros gobernantes y de influencia.
Nunca se insistirá lo suficiente en que el estado actual de la técnica de laboratorio se refiere a la interacción de un cuerpo rígido (sobre todo y más importante para un cilindro circular) cuyos grados de libertad se han reducido de seis a a menudo uno (es decir, movimiento transversal) con un flujo separado tridimensional, dominado por estructuras vorticales a gran escala.
Durante la última década se ha avanzado mucho, tanto numérica como experimentalmente, hacia la comprensión de la cinemática (dinámica) de la VIV, aunque en el régimen de bajo número de Reynolds. La razón fundamental es que la VIV no es una pequeña perturbación superpuesta a un movimiento medio estable. Es un fenómeno intrínsecamente no lineal, autogobernado o autorregulado, de múltiples grados de libertad. Presenta características de flujo inestable que se manifiestan por la existencia de dos capas de cizallamiento inestable y estructuras a gran escala.
Hay mucho que se sabe y se comprende y mucho que permanece en el ámbito empírico/descriptivo del conocimiento: ¿cuál es la frecuencia de respuesta dominante, el rango de velocidad normalizada, la variación del ángulo de fase (por el que la fuerza adelanta al desplazamiento), y la amplitud de respuesta en el rango de sincronización en función de los parámetros de control e influencia? Las aplicaciones industriales ponen de manifiesto nuestra incapacidad para predecir la respuesta dinámica de las interacciones fluido-estructura. Siguen requiriendo la introducción de los componentes en fase y fuera de fase de los coeficientes de sustentación (o la fuerza transversal), los coeficientes de arrastre en línea, las longitudes de correlación, los coeficientes de amortiguación, la rugosidad relativa, el cizallamiento, las olas y las corrientes, entre otros parámetros gobernantes y de influencia, por lo que también requieren la introducción de factores de seguridad relativamente grandes. Los estudios fundamentales, así como los experimentos a gran escala (cuando estos resultados se difundan en la literatura abierta) proporcionarán la comprensión necesaria para la cuantificación de las relaciones entre la respuesta de una estructura y los parámetros gobernantes y de influencia.
Nunca se insistirá lo suficiente en que el estado actual de la técnica de laboratorio se refiere a la interacción de un cuerpo rígido (sobre todo y más importante para un cilindro circular) cuyos grados de libertad se han reducido de seis a a menudo uno (es decir, movimiento transversal) con un flujo separado tridimensional, dominado por estructuras vorticales a gran escala.